# سامسون جدعون
سامسون جدعون (فبراير 1699 - 17 أكتوبر 1762)، مصرفي يهودي سفاردي ولد وعاش في لندن في القرن الثامن عشر. حقق ثروة كبيرة من خلال المضاربات، وكان من العناصر البارزة في تدبير القروض للحكومة البريطانية في منتصف القرن الثامن عشر. وساهمت استشارته المالية للحكومة البريطانية في الحفاظ على الاستقرار المالي للبلاد في فترات الحروب والقلاقل السياسية. 
اشتهر جدعون بتمويله لأسرة هانوفر وحزب الأحرار البريطاني لقمع تمرد اليعاقبة عام 1745، وأصبح لاحقًا "مستشارًا للحكومة" موثوقًا به، كما أيد قانون الجنسية اليهودية 1753 [الإنجليزية]. وصف المؤرخ جيمس بيكيوتو في كتابه (الرسومات التخطيطية للتاريخ الأنجلو-يهودي) الصادر عام 1875 جدعون بأنه "روتشيلد عصره" و "عمود ائتمان الدولة".
كان الأخ الثاني لخمسة أخوات من والدهم رونالد جدعون. تزوج من امرأة غير يهودية وتنصَّر أبناؤه.